# Capitulaciones

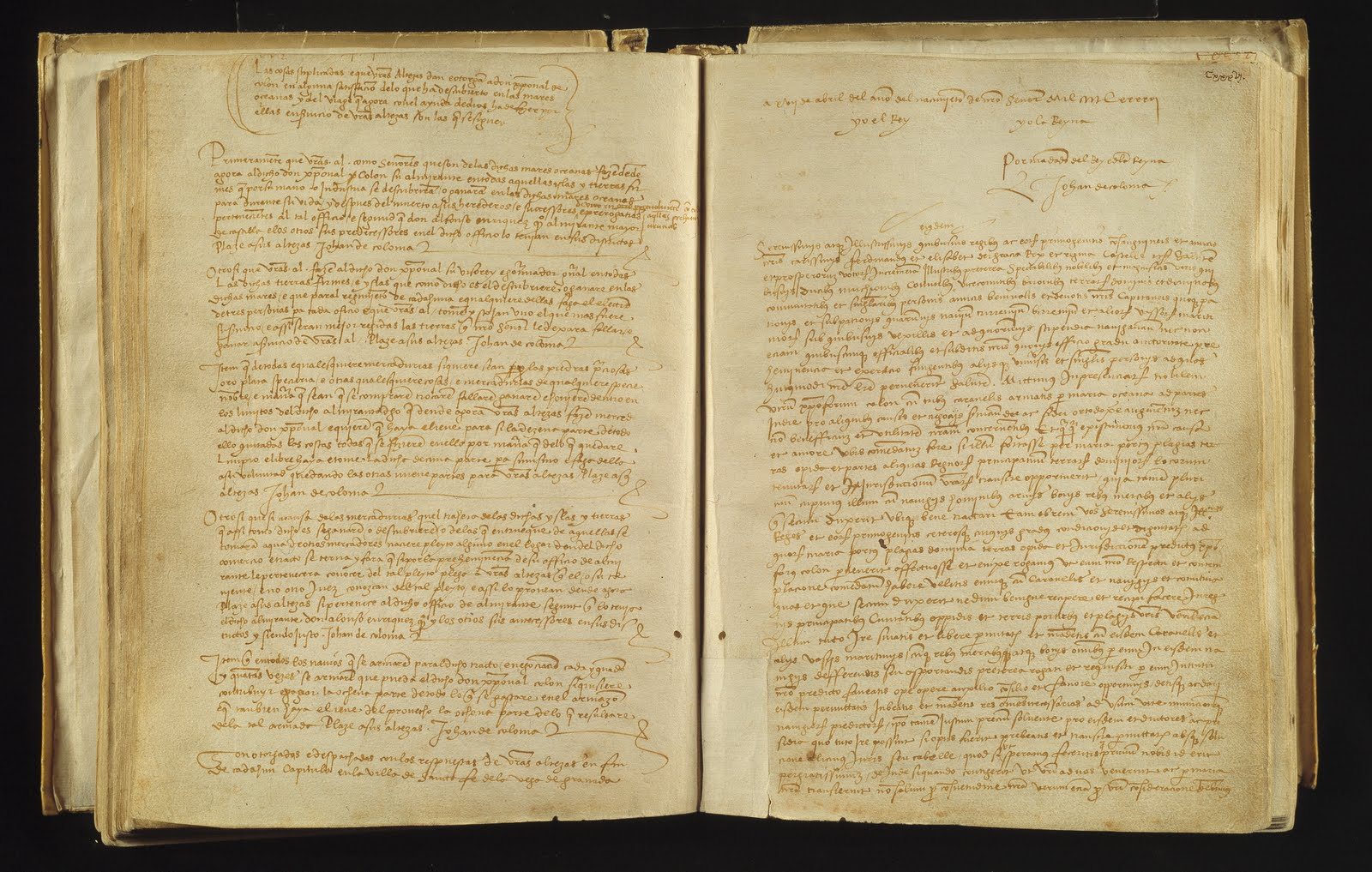
Capitulaciones de Santa Fe (Granada) de Cristóbal Colón con los Reyes Católicos

Las capitulaciones son contratos de carácter público por los cuales la Corona de Castilla le encomienda a un caudillo la realización de un determinado servicio público, sea descubrir (en forma naval o terrestre), poblar o rescatar. Esta institución es un contrato o una merced real hacia un individuo denominado "adelantado" o a un grupo en el se le da o se les da licencia para explorar, conquistar, descubrir, poblar o pacificar una región específica a cambio de que la Corona le confiera al "adelantado" títulos nobiliarios y/o dominio sobre las tierras exploradas o descubiertas.
Los navegantes pueden exigir al caudillo capitulante, mediante acciones legales, que cumpla aquello a lo que se ha comprometido. Las obligaciones que los navegantes asumen tienen la naturaleza jurídica de obligaciones naturales (no dan acción para exigir su cumplimiento), por lo que no hay acción del capitulante respecto de la Corona, pero si la Corona cumple, en realidad está cumpliendo la obligación que ella asumió.
En ellas se estipulaba lo que se quería cumplir y finalmente lo que se cumplió.
Entre otros, el viaje de Colón a las Indias o a América era una capitulación por la que el mismo Colón y su grupo de viajeros se comprometían a traer muestras o pruebas de sus viajes para así proseguir en los siguientes.
Gracias a estas capitulaciones, diferentes Estados descubrieron algunas de las tierras que les hacían falta y les pertenecían, como también algunas que tuvieron que entregar.